# Karl Friedrich Abel
Karl Friedrich Abel (Köthen, 22 de dezembro de 1723 – Londres, 20 de junho de 1787) foi um compositor alemão da Era Clássica. Foi um renomado tocador de viola da gamba e compôs importantes obras para esse instrumento.

## Vida e trabalho
Filho do famoso violinista virtuoso Christian Ferdinand Abel, Karl Friedrich nasceu em Köthen, onde seu pai trabalhou como "Premier Musicus" na orquestra da corte de Johann Sebastian Bach. Não foi provado que ele era um estudante na Escola Thomas depois que Bach se mudou para Leipzig. O que é certo, entretanto, é que por recomendação de Bach ao maestro Johann Adolph Hasse, ele trabalhou por nove anos (1748-1757) como o “músico de câmara do Rei da Polônia” na orquestra da corte de Dresden.
Os efeitos da Guerra dos Sete Anos o expulsaram de Dresden em 1757. Em 1758 foi hóspede da casa da família Goethe em Frankfurt / Main. Por meio de várias estações no sul da Alemanha e Paris, ele chegou a Londres em 1759. Ele deu seu primeiro concerto aqui com grande sucesso com suas próprias composições em vários instrumentos, principalmente a viola e o baríton - um instrumento para o qual Joseph Haydn também compôs. Seguiram-se outros concertos solo para a London Society, com o resultado de sua nomeação como músico de câmara da Rainha Charlotte.
Em 1762, Johann Christian Bach veio a Londres para encontrar o famoso Abel. A futura amizade entre os dois levou à fundação dos populares "Concertos de Bach-Abel" em 1764, que foram organizados até 1775 por Teresa Cornelys, a operadora da Carlisle House na Praça do Soho. Estes foram os primeiros concertos por assinatura na história da Inglaterra.
Em 1764, Mozart, de oito anos, veio a Londres com seu pai e visitou Abel, cujo cenário composicional estudou.
A partir de 1775, os concertos da Sra. Cornelys tornaram-se independentes e, após a morte de Bach em 1782, Abel só os continuou sem sucesso por um ano. Na série de concertos, entre outros muitas das obras de Joseph Haydn foram executadas pela primeira vez na Inglaterra. Após o fracasso da companhia de concertos, Abel voltou para a Alemanha, onde não teve sucesso em se firmar. Então ele se sentiu compelido a retornar a Londres depois de dois anos, onde ainda era requisitado como músico de vários instrumentos novos e antigos. Ele se tornou um bebedor e, assim, apressou sua morte. Em 1787 ele morreu em más condições.
Abel foi o último grande solista na arte de tocar violão. Com ele o instrumento desapareceu da série orquestral e logo depois também os solos.
Ele era um homem de aparência notável, de quem existem vários retratos, incluindo dois de seu amigo de longa data Thomas Gainsborough.

## Trabalhos
Abel escreveu sinfonias, aberturas, concertos instrumentais, quartetos de cordas, sonatas e obras solo, entre outras coisas.
- Sinfonia pequena em Fá maior
- 6 sinfonias op.1 (1759)
- Concertos para flauta op.6
- 6 sinfonias op. 7 (aprox. 1763-67)
- 6 quartetos de cordas op.8 (1768)
- 6 sinfonias op. 10 (aprox. 1766-1767)
- 6 quartetos de cordas op.12 (1774)
- 6 quartetos de cordas op.15 (1780)
- 6 cordas quartetos op.17 (1782-1786)
- Sonata nº 1 para oboé e piano em dó maior
- Sonata nº 2 para oboé e piano em Fá maior
- Sonata nº 3 para oboé e piano em ré maior
- Sonata No. 4 para oboé e piano em B plana grande
- Sonata para viola da gamba solo em dó maior
- Sonata para viola da gamba solo em ré menor
- Sonata para viola da gamba solo em mi menor

Participação no seguinte pasticci:
- Amor em uma vila. Pasticcio, 3 atos (com música de 14 outros compositores; abertura de Abel). Libreto: Isaac Bickerstaffe, baseado em The Village Opera , de Charles Johnson. Primeira apresentação: 8 de dezembro de 1762 em Londres, Covent Garden.
- Berenice. Pasticcio, 3 atos (com música de 5 outros compositores). Libreto: Antonio Salvi. Primeira apresentação: 1º de janeiro de 1765 Londres, Haymarket.
- The Summers Tale. Pasticcio, 3 atos (com música de 12 outros compositores). Libreto: Richard Cumberland. Primeira apresentação: 6 de dezembro de 1765 Londres, Covent Garden.
- Sifari. Pasticcio, 3 atos (com música de J. C. Bach e outros). Primeira apresentação: 5 de março de 1767 Londres, Haymarket.
- Tom Jones. Pasticcio, 3 atos (com música de J. C. Bach e outros). Libreto: Joseph Reed, segundo Henry Fielding. Executado pela primeira vez em 14 de janeiro de 1769 Londres, Covent Garden.

## Gravações
- 4 concertos para flauta op. 6; 1-3 e 5, Karl Kaiser, Flauta, La Stagione Frankfurt, Michael Schneider, CPO 999 208-2, 1993
- Symphonies op. 7 No. 1-6, Cantilena Chamber Orchestra, dirigida por Adrian Shepherd, Chandos 8648, 1988
- Symphonies op. 7 No. 1–6, La Stagione Frankfurt, Michael Schneider, CPO, coprodução com Deutschlandfunk, 2015
- Symphonies op. 10 No. 1-6, La Stagione Frankfurt, Michael Schneider, CPO, coprodução com o WDR, 1993, 999 207-2
- Concertos para piano op. 11 No. 1–6, Sabine Bauer, Pianoforte e cravo, La Stagione Frankfurt, Michael Schneider, CPO 999 892-2, 2001
- Symphonies op. 17 No. 1–6, The Hannover Band, Anthony Halstead, CPO 999 214-2, 1994